# Ruciane-Nida (gmina)
Ruciane-Nida (daw. gmina Ukta) – gmina miejsko-wiejska w województwie warmińsko-mazurskim, w powiecie piskim. W latach 1975–1998 gmina położona była w województwie suwalskim.
Siedziba gminy to Ruciane-Nida.
Według danych z 30 czerwca 2004 gminę zamieszkiwało 8619 osób. Natomiast według danych z 31 grudnia 2019 roku gminę zamieszkiwało 7991 osób.

## Struktura powierzchni
Według danych z roku 2002 gmina Ruciane-Nida ma obszar 357,74 km², w tym:
- użytki rolne: 12%
- użytki leśne: 71%

Gmina stanowi 20,14% powierzchni powiatu.

## Demografia

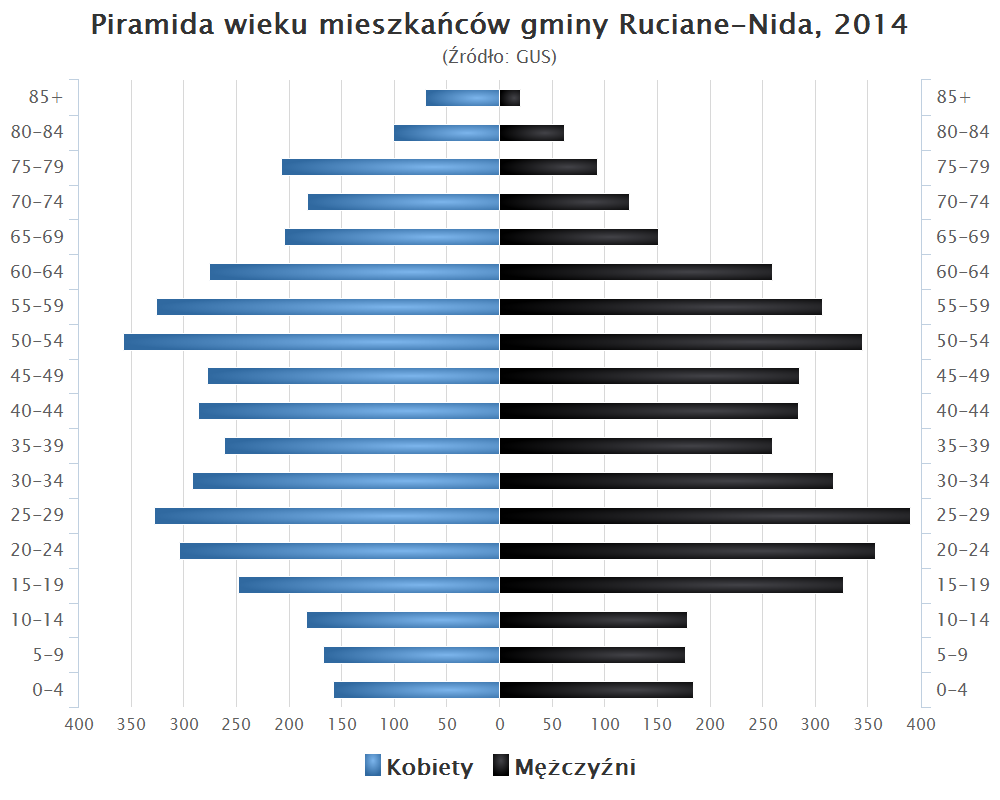
Piramida wieku mieszkańców gminy Ruciane-Nida w 2014 roku

Dane z 30 czerwca 2004:
| Opis                              | Ogółem | Ogółem | Kobiety | Kobiety | Mężczyźni | Mężczyźni |
| --------------------------------- | ------ | ------ | ------- | ------- | --------- | --------- |
| jednostka                         | osób   | %      | osób    | %       | osób      | %         |
| populacja                         | 8619   | 100    | 4333    | 50,3    | 4286      | 49,7      |
| gęstość zaludnienia (mieszk./km²) | 24,1   | 24,1   | 12,1    | 12,1    | 12        | 12        |

## Jednostki pomocnicze gminy
Jednostkami pomocniczymi gminy Ruciane-Nida są sołectwa i osiedla.

### Sołectwa (wraz z miejscowościami, które obejmują)
- Gałkowo (Gałkowo, Iwanowo)[6]

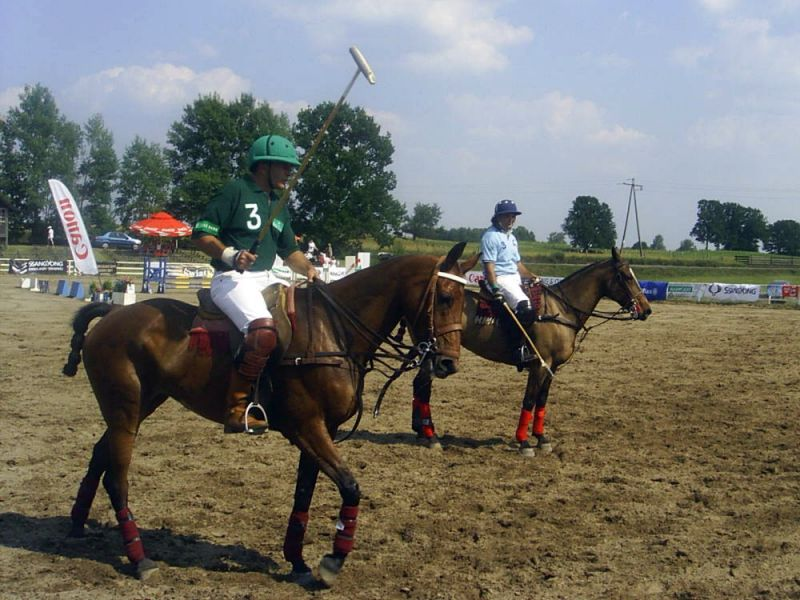
Pokaz polo w Gałkowie (2006)

- Iznota (Bartlewo, Gąsior, Iznota, Kamień)[7]

- Karwica (Borek, Jeleń, Karwica, Karwica Mazurska, Maskulińskie, Ruczaj, Zaroślak)[8]

- Końcewo (Końcewo)[9]

- Krzyże (Krzyże, Pranie, Zdrużno)[10]

- Niedźwiedzi Róg (Głodowo, Lipnik, Niedźwiedzi Róg)[11]

- Nowa Ukta (Kadzidłowo, Nowa Ukta, Wypad)[12]

- Onufryjewo (Kończewo, Onufryjewo, Piaski, Warnowo)[13]

- Osiniak (Osiniak-Piotrowo)[14]

- Popielno (Popielno, Wierzba)[15]

- Szeroki Bór (Lisiczyn, Oko, Pieczysko, Szeroki Bór, Zamordeje)[16]

- Śwignajno (Ładne Pole, Śwignajno Małe, Śwignajno Wielkie)[17]

- Ukta (Ukta)[18]

- Wejsuny (Wejsuny)[19]

- Wojnowo (Majdan, Wojnowo, Zameczek)[20]

- Wólka (Wólka)[21]

- Wygryny (Kokoszka, Wygryny)[22]

### Osiedla
- Osiedle nr 1 (Ruciane-Nida)
- Osiedle nr 2 (Ruciane-Nida)
- Osiedle nr 3 (Ruciane-Nida)

## Pozostałe miejscowości
Wejsuny-Leśniczówka, Zakątki

## Sąsiednie gminy
Mikołajki, Piecki, Pisz, Rozogi, Świętajno